# Masunu Pugeva
Masunu Pugeva (ur. 23 marca 1988) – salomoński zapaśnik walczący w obu stylach. Srebrny medalista igrzysk Pacyfiku w 2007. Triumfator mistrzostw Oceanii w 2009 i drugi w 2008 roku.